# Чемпионат мира по биатлону 1992
27-й чемпионат мира по биатлону прошёл в марте 1992 года в городе Новосибирске в рамках 6-го этапа Кубка мира. Он состоял из единственного вида — командной гонки, поскольку остальные дисциплины вошли в программу Зимних Олимпийских игр в Альбервиле.
Чемпионат мира проводился на фоне геополитических преобразований начала 1990-х годов. В связи с этим в чемпионате впервые участвовали сборные стран Прибалтики. Остальные страны, ранее входившие в СССР, выступали в составе так называемой «объединённой команды».

## Мужчины

### Командная гонка
| Место | Страна               | Спортсмен                                                             | Время | Стр. |
| ----- | -------------------- | --------------------------------------------------------------------- | ----- | ---- |
| 1     | Объединённая команда | Евгений Редькин Анатолий Жданович Александр Попов Александр Тропников | …     | …    |
| 2     | Норвегия             | Фруде Лёберг Йон Оге Тюллум Сильфест Глимсдаль Гисле Фенне            | …     | …    |
| 3     | Эстония              | Айво Удрас Урмас Калдвеэ Хиллар Цахкна Калью Оясте                    | …     | …    |

## Женщины

### Командная гонка
| Место | Страна               | Спортсмен                                                   | Время | Стр. |
| ----- | -------------------- | ----------------------------------------------------------- | ----- | ---- |
| 1     | Германия             | Петра Бауэр Петра Шааф Уши Дизль Инга Кеспер                | …     | …    |
| 2     | Объединённая команда | Елена Белова Инна Шешкиль Анфиса Резцова Светлана Печёрская | …     | …    |
| 3     | Чехословакия         | Габриэла Сувова Ева Хакова Яна Кулхава Иржина Адамичкова    | …     | …    |

## Зачет медалей
| Место | Страна               | Золото | Серебро | Бронза | Итого |
| ----- | -------------------- | ------ | ------- | ------ | ----- |
| 1     | Объединённая команда | 1      | 1       | 0      | 2     |
| 2     | Германия             | 1      | 0       | 0      | 1     |
| 3     | Норвегия             | 0      | 1       | 0      | 1     |
| 4     | Эстония              | 0      | 0       | 1      | 1     |
|       | Чехословакия         | 0      | 0       | 1      | 1     |